# Шут (фильм, 1988)
«Шут» — советский полнометражный художественный фильм режиссёра Андрея Эшпая, снятый в 1988 году по мотивам одноимённой повести Юрия Симонова (Вяземского), социальная драма.

## Сюжет
Фильм состоит из четырёх новелл: «Шутэны», «Любовь шута», «Болезнь шута» и «Последний шутэн», связанных единой сюжетной линией и одними и теми же главными героями.
Успешный старшеклассник Валентин Успенский, обладая высоким интеллектом, считает себя «психологом по призванию». Используя особую систему приёмов, которые он называет «шутэнами», а саму систему — «шутэ», юноша постоянно производит психологические эксперименты над окружающими — учителями, одноклассниками, случайными знакомыми. Порой его развлечения бывают достаточно неприятными, с другой стороны он оправдывает всё благой целью: «уколоть предусмотрительно, чтобы жизнь не изуродовала». Единственным, кто понял его поведение, оказался учитель математики Игорь Александрович.
Придерживаясь своего кредо, что «лицемерие — это средство внешним злом изменить мир к лучшему», своей неординарностью Валентин вызывает интерес со стороны симпатичной одноклассницы Ирины Богдановой. Узнав о его методике, девушка в свою очередь начинает провоцировать юношу — сперва просит «уколоть» случайных прохожих, затем предлагает ему вступить в интимную связь, а после отказа приводит Валю к своим друзьям, где демонстративно уединяется с одним из них. Раздосадованный таким «уколом» Успенский ведёт себя вызывающе, что отзывается агрессией к себе со стороны хозяев, и специально провоцирует драку, раззадоривая избивающих его парней. Вернувшись после этого домой, Валентин в оскорбительной форме демонстрирует своё непризнание ценностей своих родителей — профессора-япониста и его преданной жены.
Одержимый идеей исправления недостатков людей, откровенно провоцируя учителей, включая завуча, и доводя их до нервных срывов, Валя решает создать ловушку для своего учителя математики. Однако тому удаётся просчитать логику подростка и в итоге ученик оказывается, по сути, в психологическом проигрыше.

## Роли исполняют
- Дмитрий Весенский — Валентин Успенский
- Мария Маевская — Ирина Богданова
- Игорь Костолевский — учитель математики Игорь Александрович
- Генриетта Егорова — завуч Анна Васильевна
- Елена Евсеенко — Елена, мать Вали
- Анатолий Грачёв — Олег Михайлович Успенский, отец Вали
- Александр Заболотский — Малышев (любитель муравьёв)
- Василий Мичков — Василий Петухов («Кока»)
- Андрей Семёнов — Владик Разумов
- Гелена Кирик — Светлана Николаевна («Мальвина»)
- Вячеслав Баранов — Игорёк (друг Богдановой)
- Наталья Казначеева — психолог Наталия Михайловна
- Ольга Жукова — Ольга Александровна (гостья Игорька)
- Владимир Плотников — закройщик Владимир Семёнович Петухов, отец Коки
- М. Мамаев — приятель «Коки», фарцовщик
- Галина Левченко — бабушка в очереди к кассе
- О. Беспалова — руководитель школьного хора
- Александр Рыжков — эпизод
- В. Вихров — эпизод
- Л. Завалко — эпизод

## Съёмочная группа
- Автор сценария: Юрий Симонов (Вяземский)
- Режиссёр-постановщик: Андрей Эшпай
- Оператор-постановщик: Александр Казаренсков
- Художник-постановщик: Владислав Фёдоров
- Композитор: Андрей Леденёв
- Музыка: В.-А. Моцарт, Д. Эллингтон, Ф. Гульда, А. Я. Эшпай.

В записи музыки принимал участие ансамбль «Видеоджаз», руководитель Виталий Розенберг.

Соло на бас-гитаре: Александр Нестеров.

Стихотворение: Ф. Тютчева.

## Места съёмок
Основное действие фильма происходит на набережной Тараса Шевченко и в школе № 711 в Москве. В кадре можно видеть Центр международной торговли на другом берегу Москвы-реки, Дорогомиловский железнодорожный мост и ныне разобранную железнодорожную ветку от МКМЖД в промзону с курсирующим по ней подвижным составом.